# Mikael Åkerfeldt
Lars Mikael Åkerfeldt, född 17 april 1974 i Stockholm, är det svenska progressiva death metal-bandet Opeths sångare, ene gitarrist och huvudsaklige låtskrivare. Han använder sin röst i olika varianter från death metal-growl till melodisk sång.
Till en början var Mikael Åkerfeldt sångare i bandet Eruption, ett death metal-band som han bildade 1988. När Eruption splittrades 1990, gick Åkerfeldt med i Opeth, till en början som basist. När vokalisten David Isberg insisterade på att Åkerfeldt skulle gå med, lämnade alla andra medlemmar bandet. David Isberg började då även att spela gitarr i bandet, och två år senare slutade även han. Åkerfeldt blev då bandets sångare och gitarrist. 
Åkerfeldt har förutom i Opeth medverkat i grupper som Katatonia, Edge Of Sanity, Ihsahn, Bloodbath, och senaste projektet Storm Corrosion (tillsammans med Steven Wilson från Porcupine Tree). Han har ett speciellt intresse för progressiv rockmusik, framförallt från 1970-talet.
Utöver de band han är eller har varit medlem i har Åkerfeldt också bidragit till inspelningar med en mängd andra band, däribland Ayreon, Candlemass, Dream Theater, Edge of Sanity, Porcupine Tree, Soilwork och OSI. Han medverkar på albumen Prequelle och Impera av Ghost. Sommaren 2011 sände Sveriges Radio programmet "De bortglömda mästerverken" i tio delar, där Åkerfeldt gick igenom sin rocksamling.

## Diskografi

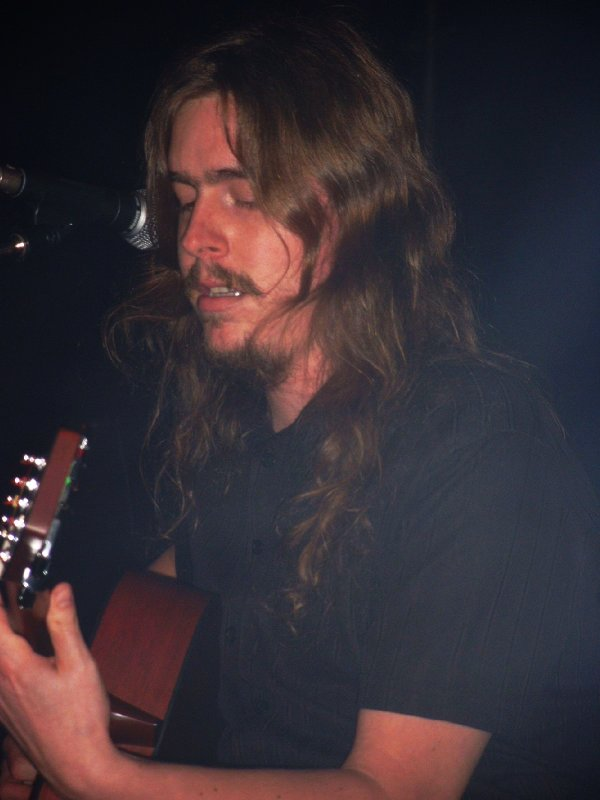
Mikael Åkerfeldt med Opeth.

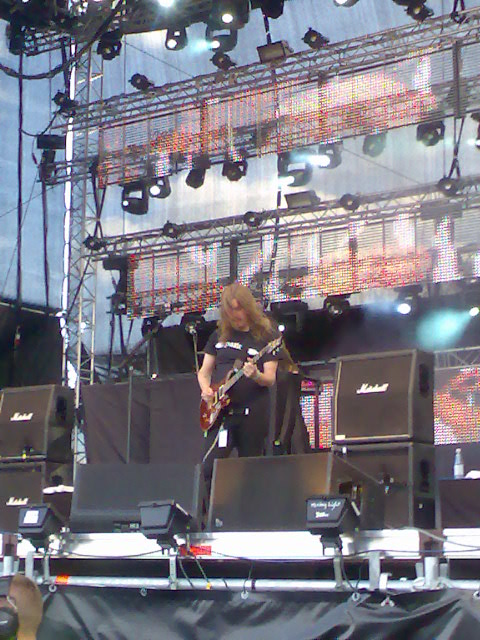
Mikael Åkerfeldt med Opeth - Ruisrock 2008 (Åbo).

### MedOpeth

#### Studioalbum
- 1995 – Orchid
- 1996 – Morningrise
- 1998 – My Arms, Your Hearse
- 1999 – Still Life
- 2001 – Blackwater Park
- 2002 – Deliverance
- 2003 – Damnation
- 2005 – Ghost Reveries
- 2008 – Watershed
- 2011 – Heritage
- 2014 – Pale Communion
- 2016 – Sorceress
- 2019 – In Cauda Venenum
- 2024 - The Last Will And Testament

#### Livealbum
- 2007 – The Roundhouse Tapes

#### DVD
- 2003 – Lamentations: Live at Shepherd's Bush Empire
- 2006 – Ghost Reveries (cd/dvd)
- 2008 – The Roundhouse Tapes
- 2008 – Watershed (cd/dvd)

### MedKatatonia
- 1996 – Brave Murder Day
- 1998 – Sounds of Decay
- 1999 – Tonight's Decision

### MedBloodbath

#### EP
- 2000 – Breeding Death
- 2008 – Unblessing the Purity

#### Studioalbum
- 2002 – Resurrection Through Carnage
- 2008 – The Fathomless Mastery

#### Live
- 2008 – The Wacken Carnage
- 2011 – Bloodbath Over Bloodstock

### MedStorm Corrosion

#### Studioalbum
- 2012 – Storm Corrosion

### Övrig medverkan
- 1996 – Edge of Sanity: sång och gitarr på albumet Crimson
- 1998 – Steel: Ett litet power metal-projekt med Dan Swanö och Opeths medlemmar, med Åkerfeldt på gitarr
- 2001 – Soilwork: ren sång på titellåten till A Predator's Portrait.
- 2004 – Ayreon: sång som Fear i The Human Equation
- 2005 – Porcupine Tree: bakgrundssång på "Deadwing", "Lazarus" och "Arriving Somewhere But Not Here", gitarrsolo på "Arriving Somewhere But Not Here" på albumet Deadwing
- 2005 – Roadrunner United: Åkerfeldt sjunger på "Roads" tillsammans med Type O Negatives keyboardist Josh Silver på Roadrunner Records 25-årsalbum Roadrunner United: The All-Star Sessions
- 2007 – Candlemass: sång på Candlemass 20-årsjubileums-DVD
- 2007 – Dream Theater: framförande av spoken word-del i "Repentance" på albumet Systematic Chaos
- 2008 – Ihsahn: framförande av "Unhealer" på albumet angL.
- Sörskogen: sång och gitarr på spåret "Mordet i Grottan".
- 2009 – OSI: sång på "Stockholm" på albumet Blood.